# Tylophora oshimae
Tylophora oshimae là một loài thực vật có hoa trong họ La bố ma. Loài này được Hayata miêu tả khoa học đầu tiên năm 1911.